# Erythroxylum roigii
Erythroxylum roigii är en tvåhjärtbladig växtart som beskrevs av Nathaniel Lord Britton och P. Wils.. Erythroxylum roigii ingår i släktet Erythroxylum och familjen Erythroxylaceae. Inga underarter finns listade i Catalogue of Life.